# Эксермон
Эксермо́н (фр. Exermont) — коммуна во Франции, находится в регионе Шампань — Арденны. Департамент коммуны — Арденны. Входит в состав кантона Гранпре. Округ коммуны — Вузье.
Код INSEE коммуны — 08161.
Коммуна расположена приблизительно в 200 км к востоку от Парижа, в 60 км северо-восточнее Шалон-ан-Шампани, в 60 км к югу от Шарлевиль-Мезьера.

## Население
Население коммуны на 2008 год составляло 34 человека.
| 1962 | 1968 | 1975 | 1982 | 1990 | 1999 | 2008 |
| ---- | ---- | ---- | ---- | ---- | ---- | ---- |
| 50   | 56   | 53   | 49   | 38   | 32   | 34   |

## Экономика
В 2007 году среди 15 человек в трудоспособном возрасте (15—64 лет) 12 были экономически активными, 3 — неактивными (показатель активности — 80,0 %, в 1999 году было 65,0 %). Из 12 активных работали 12 человек (6 мужчин и 6 женщин), безработных не было. Среди 3 неактивных 1 человек был учеником или студентом, 1 — пенсионером, 1 был неактивным по другим причинам.

## Достопримечательности
- Виадук Арьеталь. В настоящее время используется для обучения альпинистов и тренировок пожарных Реймса.